# Синякова-Уречина, Мария Михайловна
Мария Михайловна Синякова-Уречина (13 ноября 1890, Красная Поляна, Змиевской уезд, Харьковская губерния — 30 мая 1984, Москва) — советская художница, член союза «Председателей земного шара».

## Биография
Одна из пяти сестер, близких к русскому авангарду 1910-х годов. Ей посвящены несколько стихотворений Хлебникова, который был влюблен в неё (как, впрочем, и в её сестер, он посвятил им поэму Синие оковы, 1922, см. ). Поэт Божидар посвятил ей стихотворение "Воспоминание". В 1952 Марию Синякову исключили из Союза художников за «пресмыкательство перед западным искусством». Единственная персональная выставка М. М. Синяковой-Уречиной состоялась в 1969 году в киевском отделении Союза писателей.
Умерла М. М. Синякова-Уречина в Москве в 1984 году.

## Семья
Сестра Вера (1896—1973) была первым браком (до 1924 года) замужем за поэтом Григорием Петниковым, вторым браком (с 1925 года) — за писателем Семёном Гехтом. Сестра Ксения была замужем за поэтом Николаем Асеевым.

## Оформленные книги
- Григорий Петников. «Поросль солнца», 1918.
- Алексей Кручёных. «Разбойник Ванька-Каин и Сонька-Маникюрщица», 1925.
- Алексей Кручёных. «Четыре фонетических романа», 1927.
- Николай Асеев. «Про заячью службу и лисью дружбу», 1927.
- П. Незнамов. «Звери на свободе», 1927.
- Л. Остроумов. «Птичий переполох», 1928.
- Николай Асеев. «Цирк», 1929.
- Надежда Павлович. «Весёлая пчёлка», 1930 (2 издания).
- Н. Саконская. «Витрины», 1930.
- Надежда Павлович. «Барабанщик совхоза», 1931, 1932.
- М. Соловьёва. «Кораблики», 1930.
- Елизавета Тараховская. «Где овечка без хвоста?», 1930.
- Ушинский К. Д. Как рубашка в поле выросла / Рис. М. Синяковой. — [М.]: Госиздат, 1930. — 16 с.
- Софья Федорченко. «Добрый сон», 1930.
- Корней Чуковский. «Новые загадки», 1930.
- Р. Энгель. «Про дырочку и про хвостик», 1930.
- Китай / Рис. М. Синяковой. — [М.]: ОГИЗ, [ок. 1930]. — [12] с.
- Ульрих Е., Саконская Н. П. Смотр игрушек самоделок / Рис. М. Синяковой. — М.: ОГИЗ-Молодая гвардия, 1932. — [12] с.
- Николай Асеев. «Песенник», 1935.
- Владимир Маяковский. «Облако в штанах», 1937.
- Николай Асеев. «Маяковский начинается», 1940.
- Атлас лекарственных растений СССР. М.: Государственное издательство медицинской литературы, 1962.